# Keidanren
Keidanren (経団連 Kinh đoàn liên), tức tên gọi tắt của Liên đoàn Doanh thương Nhật Bản (日本経済団体連合会 (Nippon Keizai-dantai Rengōkai Nhật Bản Kinh tế Đoàn thể Liên hiệp hội)) là một tổ chức hiệp hội kinh tế tại Nhật Bản, gồm chủ yếu là các công ty niêm yết hàng đầu tại Sở giao dịch chứng khoán Tōkyō. Keidanren cùng với Nisshō (tức Phòng Thương mại và Kỹ nghệ Nhật Bản) và Keizai Dōyukai (tức Hiệp hội các Giám đốc Công ty) là 3 tổ chức kinh tế xã hội lớn nhất Nhật Bản (thường được gọi là San Dantai).

## Lược sử
Tổ chức Keidanren hiện nay được thành lập ra vào ngày 28 tháng 5 năm 2002, do hai tổ chức cũ hợp nhất: 
- Tổ chức Kinh tế Liên đoàn Nhật Bản (có từ năm 1946) và
- Nikkeiren (Liên đoàn Hiệp hội Chủ thương Nhật Bản) (1948).[1]

Keidanren có 1,601 hội viên gồm 1,281 công ty, 129 hiệp hội kỹ nghệ, và 47 tổ chức kinh tế khu vực (tính đến năm 2015).
Kể từ sau Thế chiến thứ hai, Keidanren là tiếng nói của các hãng xưởng lớn của Nhật Bản, thường có quan điểm tương đối bảo thủ so với Phòng Thương mại và Kỹ nghệ Nhật Bản (日本商工会議所 (Nhật Bản thương công Hội nghị Sở); tiếng Anh: Japan Chamber of Commerce and Industry) và Hiệp hội các Giám đốc Công ty (経済同友会 (Kinh tế Đồng hữu Hội); tiếng Anh: Japan Association of Corporate Executives).
Chủ trương của Keidanren là 
1. Giúp tăng tưởng kinh tế Nhật Bản và thế giới,
2. Bồi đắp cùng góp phần tăng giá trị cho các công ty hầu chuyển hóa kinh tế Nhật Bản đến mức có thể duy trì đều đặn dựa trên nền tảng thành phần tư hữu,
3. khuyến khích cá nhân và cộng đồng địa phương góp ý sáng tạo.

## Tác động đến Chính sách
Keidanren cùng với Phòng Thương mại và Kỹ nghệ Nhật Bản là động lực chính thúc đẩy chính phủ Nhật Bản mở lối cho các hãng xưởng Nhật tuyển mộ và thu nhận công nhân ngoại quốc sang Nhật làm việc. Dù không trực tiếp thay đổi chính sách di dân của Nhật Bản, vấn nạn thiếu hụt nhân công đã đòi hỏi nhà chức trách nới lỏng điều kiện và thủ tục tạm cư. Trước kia các hãng xưởng Nhật chỉ được nhận tuyển viên có bằng đại học và 10 năm kinh nghiệm trong nghề thì nay việc tuyển mộ dễ hơn dưới danh mục "chuyên viên" trong nhiều ngành.
Năm 2018 chính phủ Nhật Bản thông qua thủ tục pháp lý để tuyển 10.000 nhân viên y tế từ Việt Nam sang Nhật. Ai đủ trình độ tiếng Nhật có thể được cấp giấy tạm cư 5 năm. Ngoài ra nếu hoàn tất được chuyên môn trợ y thì sẽ gia hạn thêm 5 năm dưới sự phụ cấp của chính phủ Nhật Bản.